# Dolmuş

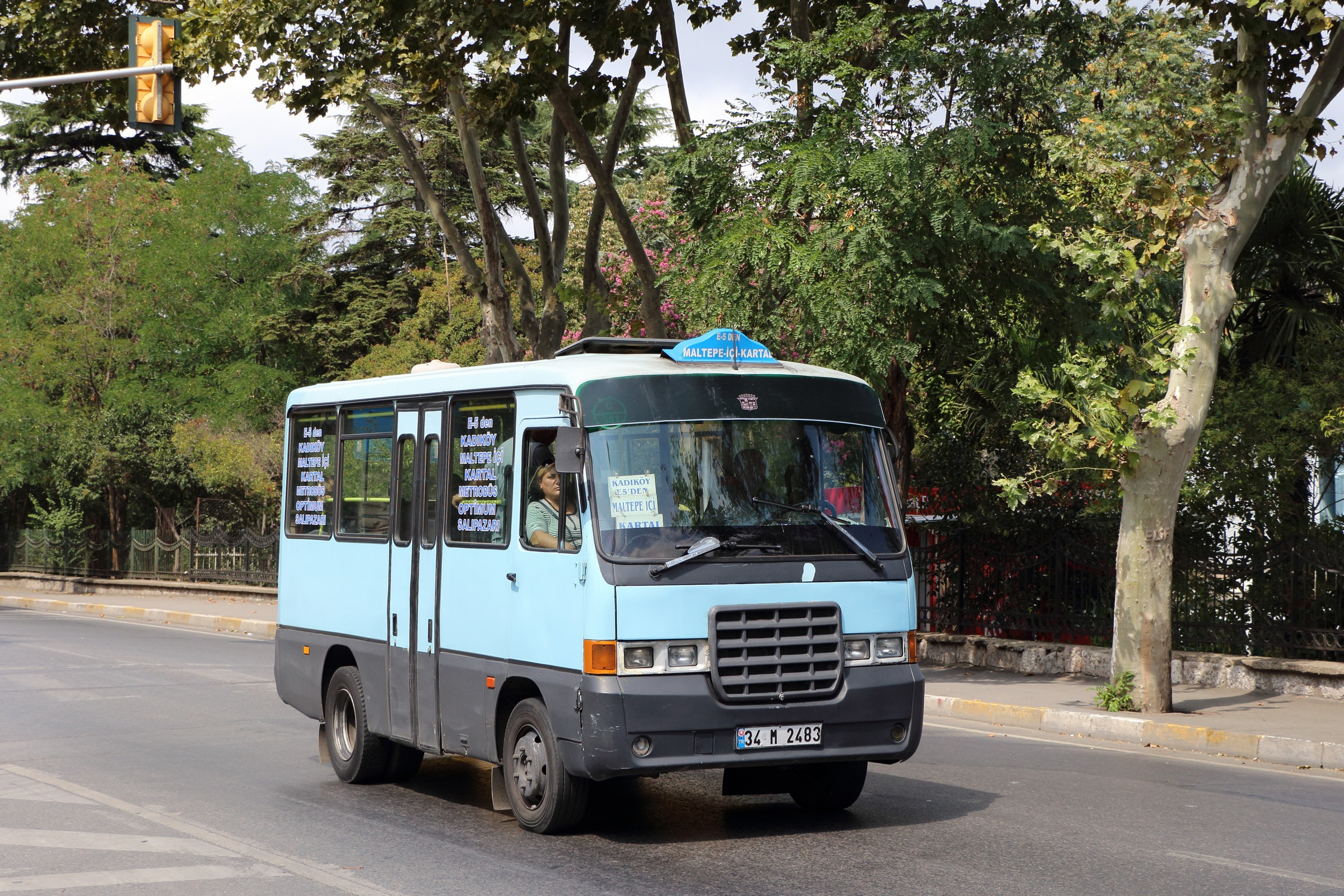
Un dolmuş minibüs sur un trajet allant de Kadıköy à Kartal, à Istanbul

Le dolmuş (prononcé [doɫ.muʃ ]) est une forme de transport en commun principalement urbain et périurbain en Turquie, un minibus parcourant un trajet fixe mais ne disposant pas d'horaires ou de station définis.

## Histoire
Le dolmuş comme moyen de transport collectif est apparu et s'est développé spontanément, comme conséquence de l'incapacité des pouvoirs publics à assurer une demande de mobilité toujours plus grande dans un espace urbain croissant et de plus en plus dense.
La Turquie est sévèrement touchée par la Grande dépression de 1929. En 1931 un chauffeur de taxi, Aşçı Halit, compte parmi ses seuls clients un homme d'affaires juif dont il assure chaque jour les courses entre son domicile, à Nişantaşı, et son lieu de travail à Eminönü. Il lui fait part de ses inquiétudes sur le devenir de son activité, les 20-25 livres mensuels des trajets ne suffisant plus pour maintenir son activité rentable. Il se voit alors proposé d'assurer en même temps les courses de quatre autres collègues du client, ce qui lui apporterait 80 à 100 livres mensuels. Le chauffeur accepte,,.

## Législation
Le fonctionnement des dolmuş est assuré par des petites entreprises qui obtiennent une autorisation d'exercer de la part de l'autorité municipale (laquelle est détenue dans les grandes agglomérations par des municipalités de métropole), qui élabore les trajets et délivre les concessions,. La réglementation des dolmuş et des taxis relèvent des mêmes règlements. Les prix sont fixés au niveau national

### Istanbul
Pour un article plus général, voir Transports à Istanbul.
La municipalité d'Istanbul est compétente pour créer, modifier, fusionner, supprimer des circuits et des arrêts dans les limites de la province d'Istanbul

## Fonctionnement
Dolmuş signifie en turc « rempli » ou « plein » : il est censé partir une fois que toutes ses places sont occupées. Un voyageur pressé peut « forcer » le départ en payant les places restées vacantes. Le départ et l'arrivée sont les deux seuls points d'arrêt, les voyageurs manifestent leur désir de monter en se tenant sur le bord de la chaussée au passage du dolmuş, et peuvent demander à descendre sur demande au chauffeur (la phrase habituelle étant Müsait bir yerde inebilir miyim?, « Puis-je descendre à un endroit convenant ? ») Il n'y a, habituellement, pas d'heures fixes.

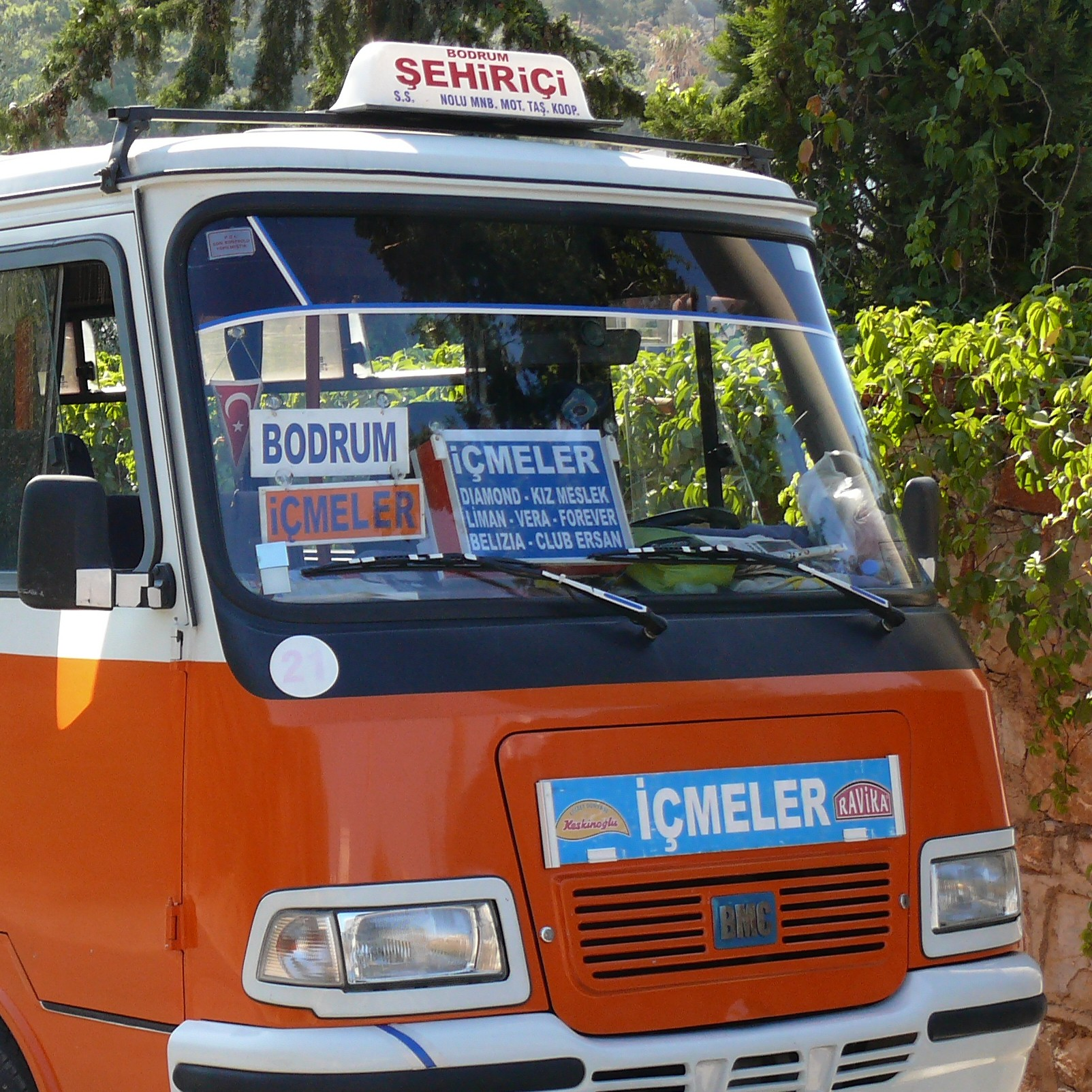
Le parcours du dolmuş est indiqué à l'aide de panneaux derrière le pare-brise.

Le coût d'un trajet dépend du niveau de confort offert par le véhicule et parfois de la longueur de la course. Le paiement se fait après la montée à bord et uniquement en argent liquide. Le prix, très souvent inférieur à deux livres turques, fait du dolmuş un transport en commun accessible aux populations les plus modestes.

## Variantes
Il existe quatre formes principales de transport collectif pouvant être qualifiées de dolmuş.

### Midibüs
Le mibibüs est un midibus (autobus de taille réduite), seulement utilisé pour le transport scolaire ou de salariés vers leur entreprise (qui en assure la gestion ou la sous-traitance).

### Minibüs
Le minibüs (« minibus »), généralement de couleur bleu ou beige, est un véhicule initialement conçu pour le transport de personnes (14 à 20 passagers), c'est le plus compétitif et le plus inconfortable.

### Dolmuş
Le dolmuş stricto sensu, de couleur jaune, est un fourgon ou un van aménagé, après sa construction, pour le transport collectif de personnes (6 à 8 passagers), offre un bon niveau de confort mais est plus cher qu'un minibüs.

### Taksi dolmuş
Le taksi dolmuş, de couleur jaune, est un taxi (immatriculé et identifié comme tel) qui peut assurer les missions d'un dolmuş en fonction de la demande et de l'état du trafic. Cette forme est visible essentiellement à Istanbul.

## Véhicule
Un dolmuş est un minibus pourvu d'une dizaine de places assises.

## Réseau et fonctionnement
Le transport par dolmuş ou minibüs peut être interprété comme un compromis entre la voiture individuelle et les transports collectifs, en suivant étroitement les besoins des usagers pour fonctionner.

### Istanbul
En 2015, les dolmuş assurent à Istanbul la mobilité de 50 000 personnes chaque jour. En décembre 2016 le prix d'une course de moins de 2 km est de 1,80 livre, de 2,25 livres pour un trajet d'une longueur supérieure, et de 1,15 livres en tarif étudiant.
| N°  | Trajet                           | Longueur en km |
| --- | -------------------------------- | -------------- |
| D11 | Bakırköy - Taksim                | 14,85          |
| D12 | Bakırköy - Şişli                 | 16,85          |
| D13 | Yeşilköy - Taksim                | 19,00          |
| D14 | Florya - Taksim                  | 24,30          |
| D15 | Yenibosna - Taksim               | 18,70          |
| D20 | Üsküdar - Sultantepe - Kuzguncuk | 3,00           |
| D21 | Üsküdar - Kadıköy                | 4,45           |
| D22 | Üsküdar - Bağlarbaşı             | 2,70           |
| D23 | Bağlarbaşı - Kadıköy             | 4,80           |
| D24 | Üsküdar - Beykoz                 | 20,50          |
| D25 | Üsküdar - Erzurum sitesi         | 4,35           |
| D26 | Üsküdar - Çekmeköy               | 20,00          |
| D27 | Üsküdar - Acıbadem               | 4,80           |
| D28 | Kadıköy - Çekmeköy               | 24,00          |
| D29 | Üsküdar - Çavuşdere              | 2,60           |
| D30 | Üsküdar - Emniyet                | 5,20           |
| D31 | Kadıköy - Taksim *               | 15,8           |
| D32 | Kadıköy - Nişantaşı *            | 15,1           |
| D33 | Kadıköy - Şişli *                | 15,5           |
| D34 | Kadıköy - Bostancı               | 8,69           |
| D35 | Bostancı - Şişli *               | 20,1           |
| D36 | Bostancı - Taksim *              | 21,75          |
| D37 | Bostancı - Pendik                | 17,75          |
| D38 | Söğütlüçeşme Metrobüs - Bostancı | 7,80           |
| D40 | Kadıköy - Moda Ring              | 3,60           |
| D41 | Cevizlibağ - Taksim              | 8,70           |
| D42 | Topkapı - Taksim                 | 7,70           |
| D43 | Aksaray - Taksim                 | 4,60           |
| D44 | Mustafakemalpaşa - Taksim        | 6,75           |
| D45 | Eminönü - Şişli                  | 9,00           |
| D46 | Eminönü - Nişantaşı              | 5,90           |
| D51 | Beşiktaş - Harbiye               | 3,00           |
| D52 | Beşiktaş - Taksim                | 2,70           |
| D53 | Teşvikiye - Taksim               | 2,10           |
| D61 | Ataşehir - Taksim                | 18,60          |
| D61 | Kadıköy - Acıbadem - Taksim *    | 15,90          |

## Culture

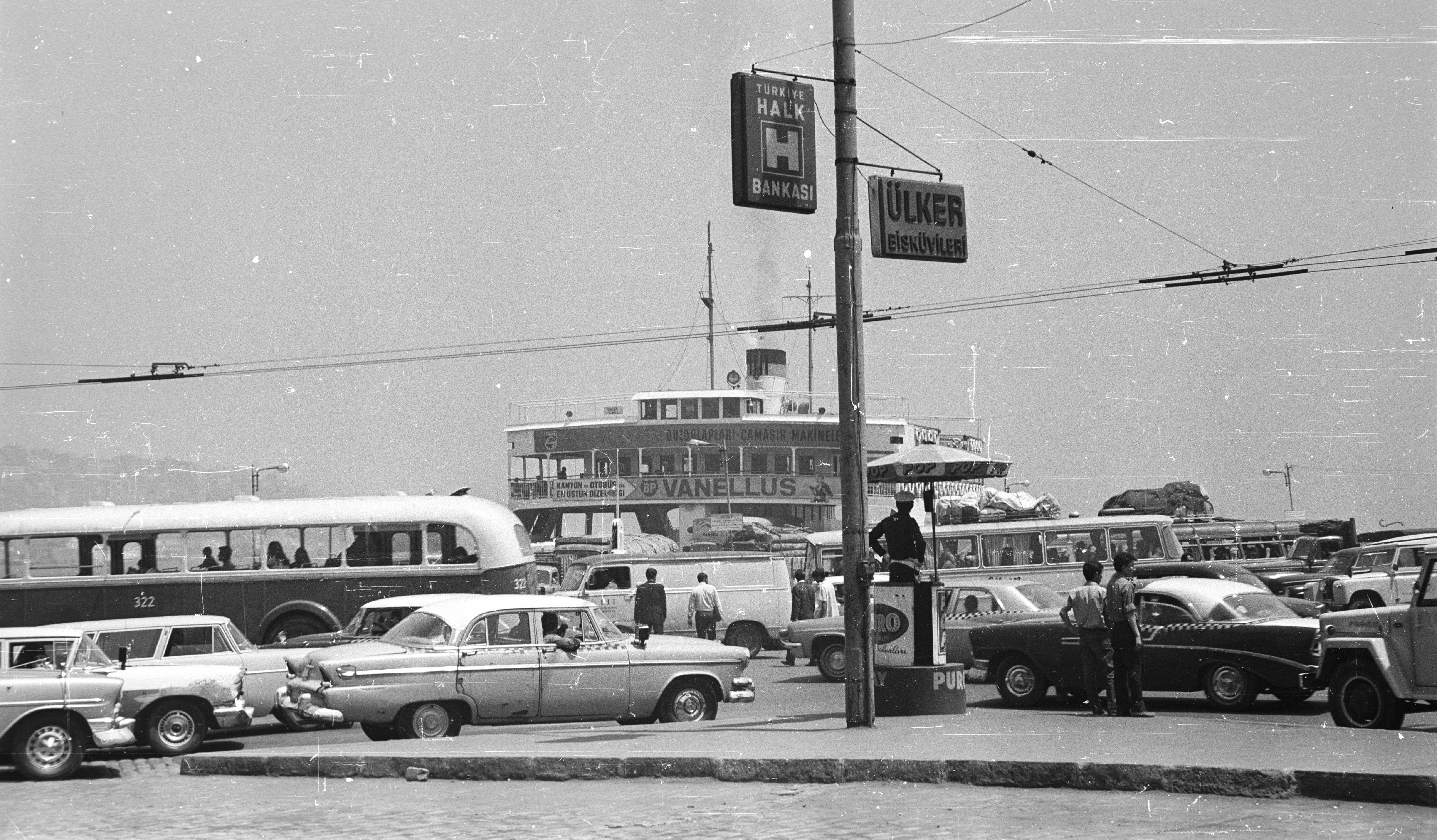
Taxis stationnés près du pont de Galata en 1965.

Le dolmuş, en raison de son omniprésence et de son accessibilité, est devenu une image associée aux classes populaires urbaines, stambouliotes en particulier. Le film Şoför Nebahat (« Nebahat la chauffeuse de taxi ») met en scène Nebahat, une femme qui se retrouve chauffeuse de taxi, en l'occurrence de dolmuş, pour subvenir aux besoins de sa famille. Les taksi dolmuş représentés dans ce film de 1970 sont des véhicules anciens et usés des années 1950-1960, inadaptés à l'activité de taxi classique (destinée à une clientèle aisée), reconvertis au transport collectif de personnes.

## Galerie

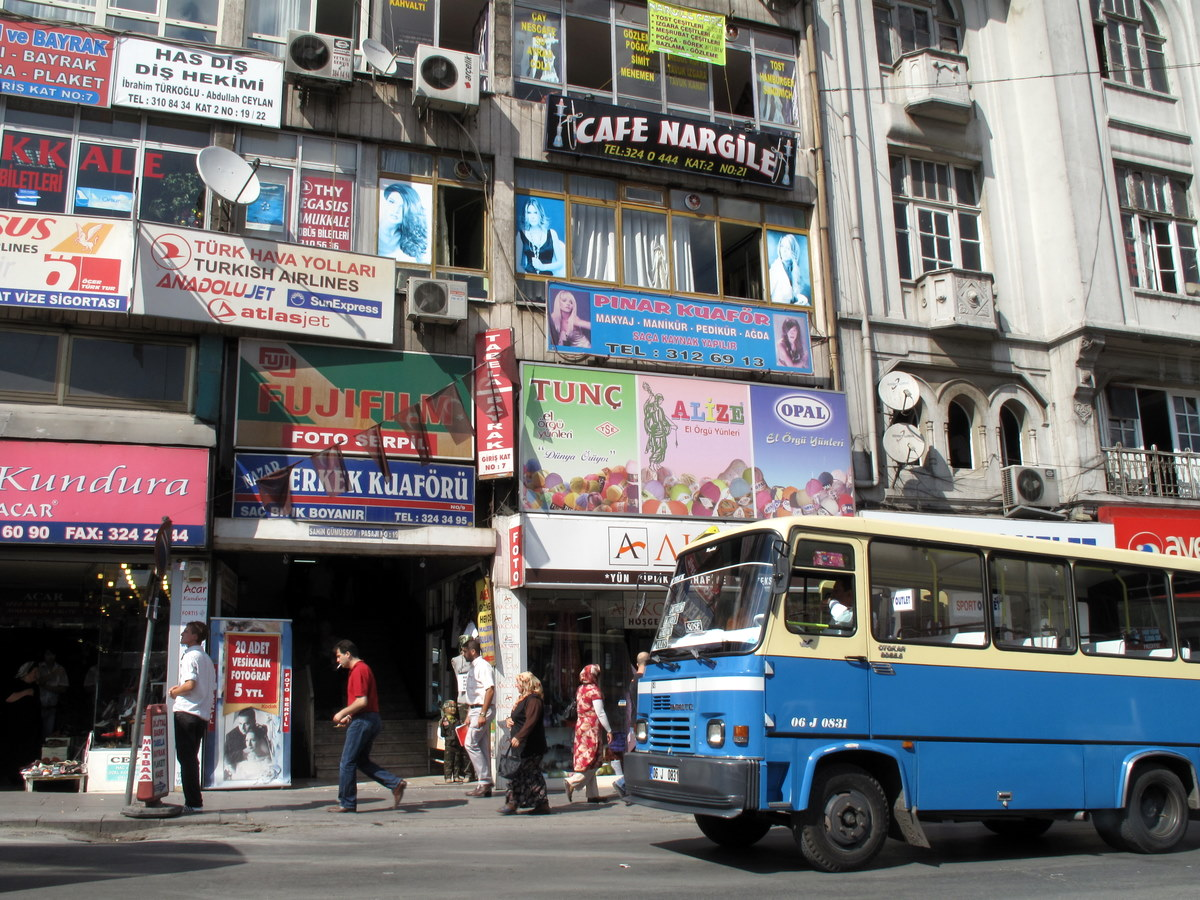
Dolmuş à Ankara en 2009.
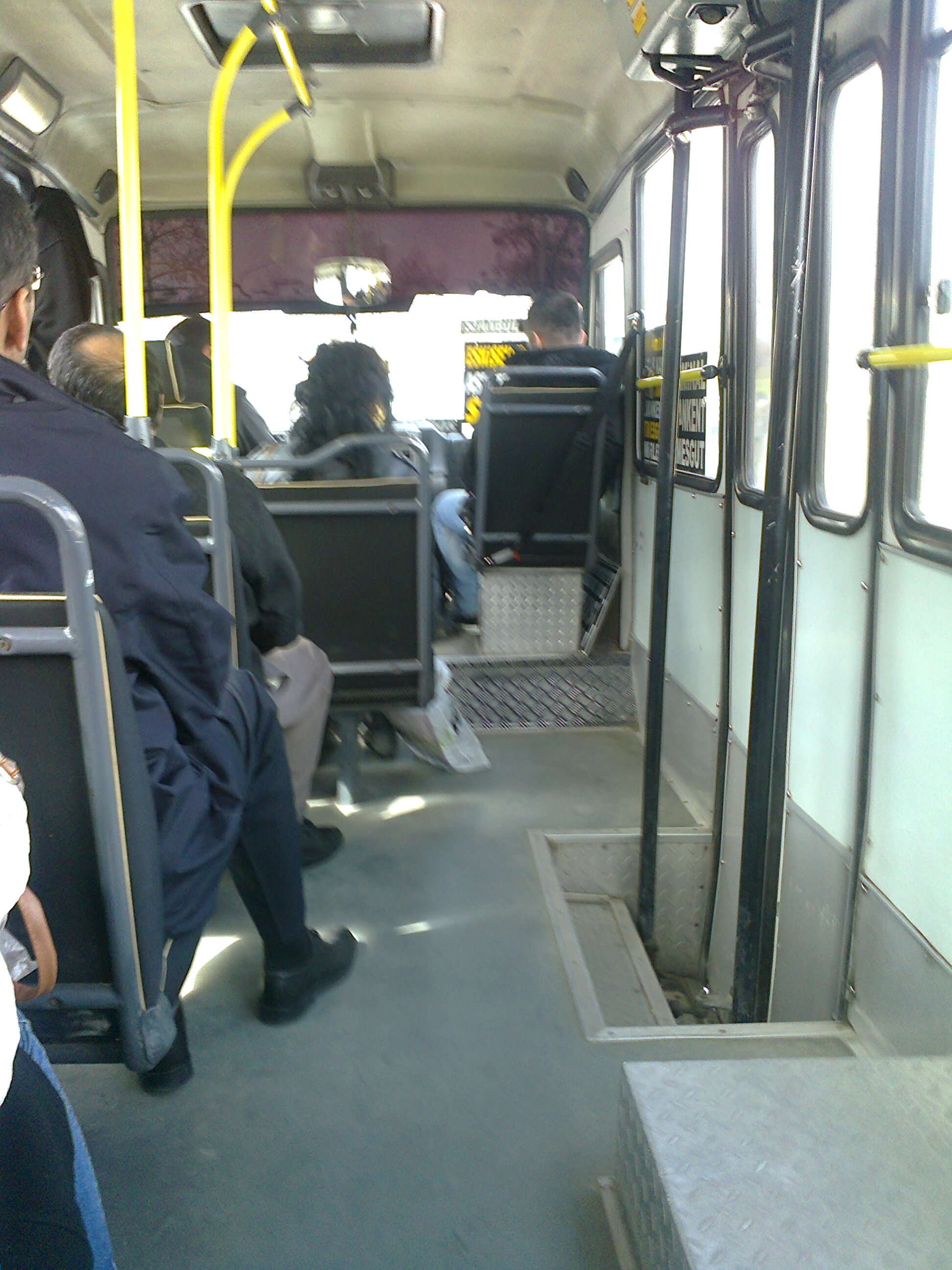
Intérieur de dolmuş à Ankara en 2009.
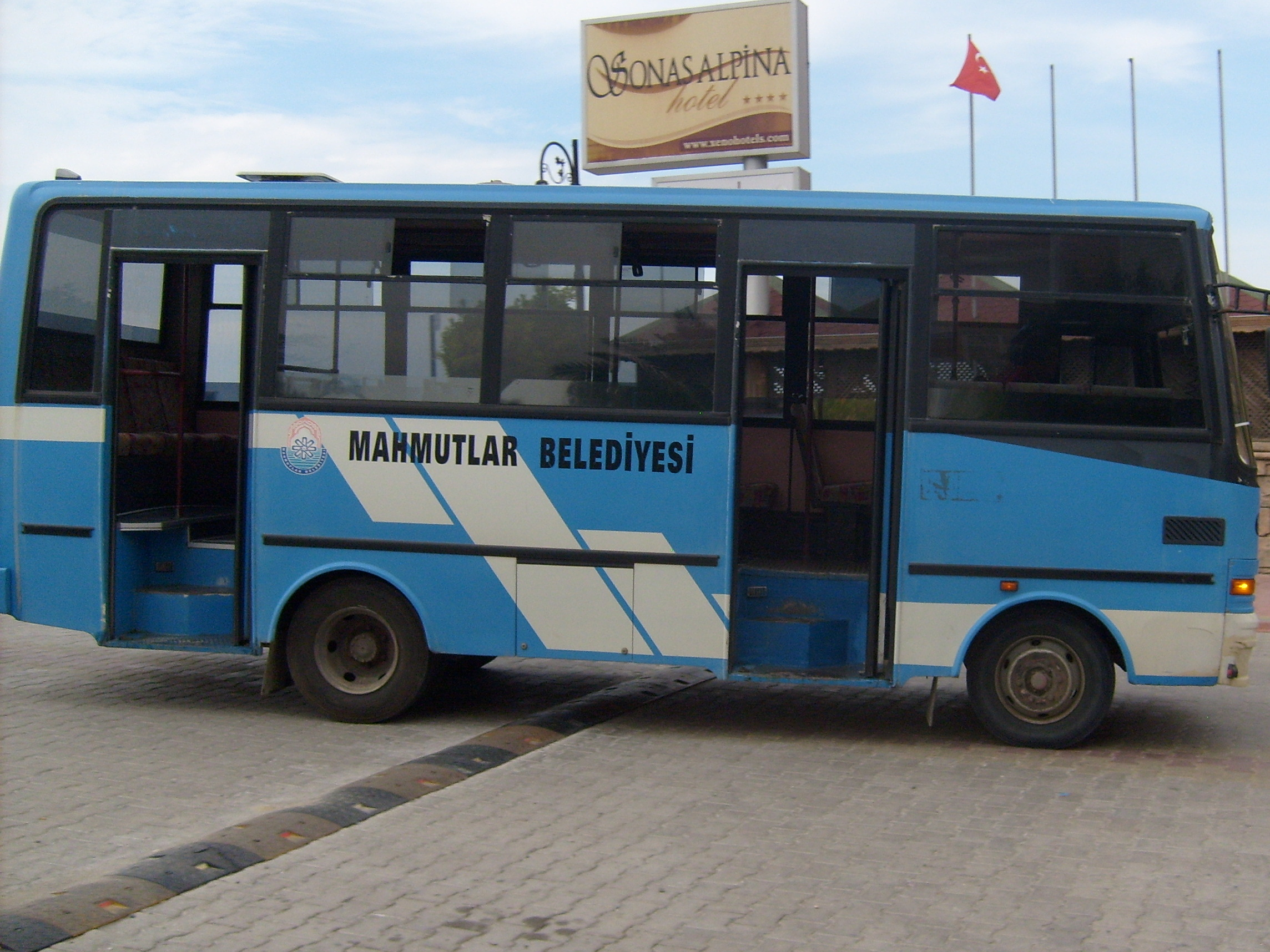
Un dolmuş à Antalya à 2011.
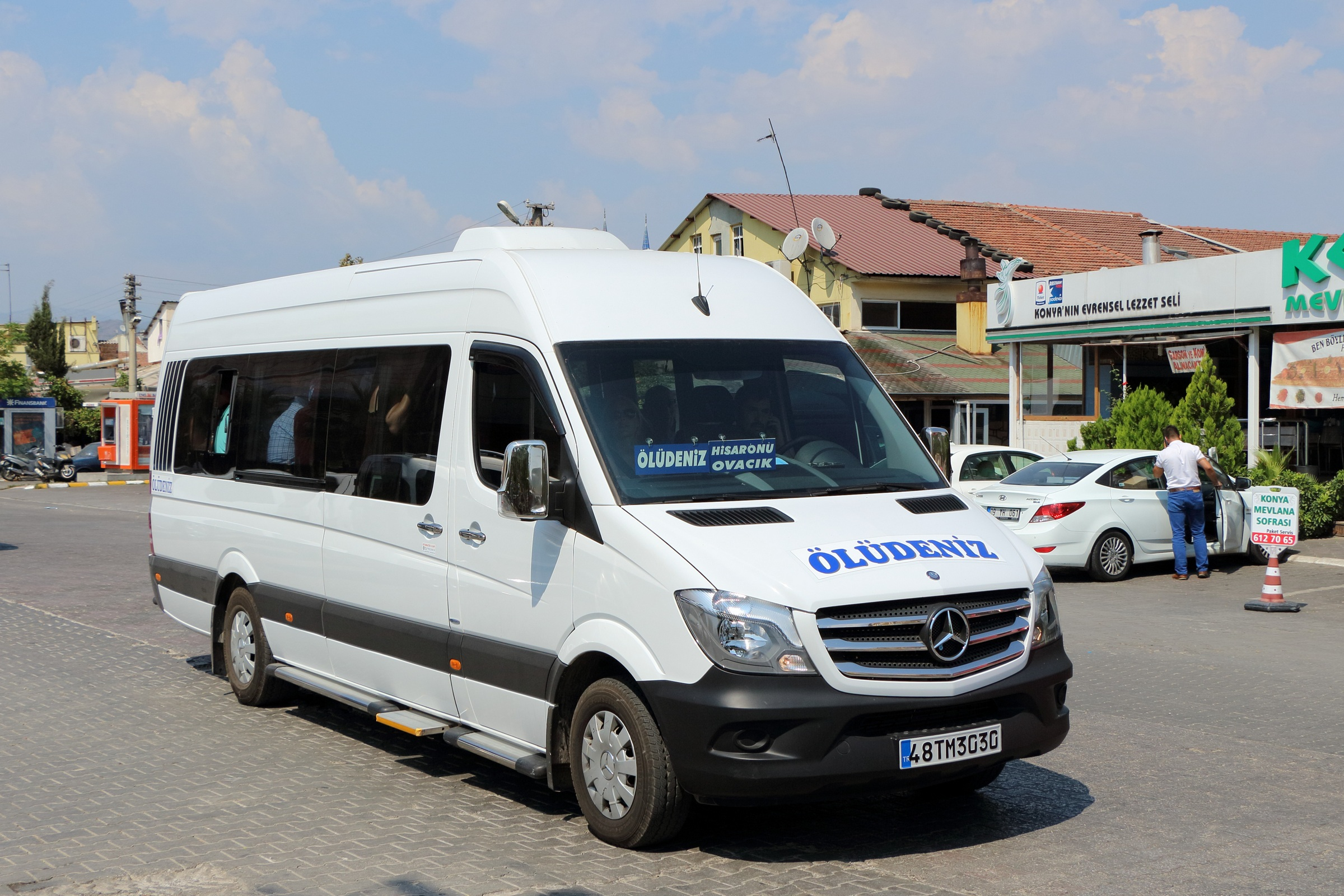
Un dolmuş à Fethiye en 2014.